# Cormaranche-en-Bugey
Cormaranche-en-Bugey és un antic municipi francès, situat al departament de l'Ain i a la regió d'Alvèrnia-Roine-Alps. L'1 de gener de 2019 esdevé un municipi delegat, al si del municipi nou Plateau d'Hauteville. L'any 2007 tenia 846 habitants.

## Demografia

### Població
El 2007 la població de fet de Cormaranche-en-Bugey era de 846 persones. Hi havia 333 famílies de les quals 91 eren unipersonals (32 homes vivint sols i 59 dones vivint soles), 123 parelles sense fills, 107 parelles amb fills i 12 famílies monoparentals amb fills.
La població ha evolucionat segons el següent gràfic:
Habitants censats

### Habitatges
El 2007 hi havia 414 habitatges, 330 eren l'habitatge principal de la família, 60 eren segones residències i 24 estaven desocupats. 386 eren cases i 26 eren apartaments. Dels 330 habitatges principals, 271 estaven ocupats pels seus propietaris, 52 estaven llogats i ocupats pels llogaters i 6 estaven cedits a títol gratuït; 1 tenia una cambra, 15 en tenien dues, 32 en tenien tres, 73 en tenien quatre i 209 en tenien cinc o més. 288 habitatges disposaven pel capbaix d'una plaça de pàrquing. A 149 habitatges hi havia un automòbil i a 174 n'hi havia dos o més.

### Piràmide de població
La piràmide de població per edats i sexe el 2009 era:
| Homes | Edats   | Dones |
| ----- | ------- | ----- |
| 0     | 95 o +  | 0     |
| 0     | 90 a 94 | 8     |
| 4     | 85 a 89 | 8     |
| 0     | 80 a 84 | 0     |
| 24    | 75 a 79 | 8     |
| 28    | 70 a 74 | 28    |
| 12    | 65 a 69 | 16    |
| 12    | 60 a 64 | 8     |
| 16    | 55 a 59 | 24    |
| 28    | 50 a 54 | 28    |
| 36    | 45 a 49 | 40    |
| 32    | 40 a 44 | 28    |
| 12    | 35 a 39 | 24    |
| 28    | 30 a 34 | 16    |
| 16    | 25 a 29 | 20    |
| 20    | 20 a 24 | 12    |
| 44    | 15 a 19 | 24    |
| 20    | 10 a 14 | 20    |
| 16    | 5 a 9   | 0     |
| 12    | 0 a 4   | 28    |

## Economia
El 2007 la població en edat de treballar era de 579 persones, 427 eren actives i 152 eren inactives. De les 427 persones actives 421 estaven ocupades (239 homes i 182 dones) i 6 estaven aturades (3 homes i 3 dones). De les 152 persones inactives 58 estaven jubilades, 50 estaven estudiant i 44 estaven classificades com a «altres inactius».

### Ingressos
El 2009 a Cormaranche-en-Bugey hi havia 321 unitats fiscals que integraven 804 persones, la mediana anual d'ingressos fiscals per persona era de 21.069 €.

### Activitats econòmiques
Dels 20 establiments que hi havia el 2007, 5 eren d'empreses de fabricació d'altres productes industrials, 5 d'empreses de construcció, 2 d'empreses de transport, 2 d'empreses d'hostatgeria i restauració, 1 d'una empresa d'informació i comunicació, 2 d'empreses immobiliàries, 2 d'entitats de l'administració pública i 1 d'una empresa classificada com a «altres activitats de serveis».
Dels 7 establiments de servei als particulars que hi havia el 2009, 1 era un taller de reparació d'automòbils i de material agrícola, 1 paleta, 3 fusteries i 2 lampisteries.
L'únic establiment comercial que hi havia el 2009 era una botiga de menys de 120 m².
L'any 2000 a Cormaranche-en-Bugey hi havia 6 explotacions agrícoles que ocupaven un total de 243 hectàrees.

## Equipaments sanitaris i escolars
El 2009 hi havia una escola elemental. Cormaranche-en-Bugey disposava d'un liceu tecnològic amb 13 alumnes.

## Poblacions més properes
El següent diagrama mostra les poblacions més properes.